# Черячукин, Фёдор Васильевич
Фёдор Васильевич Черячукин (1867 — после 1917) — мировой судья, член IV Государственной думы от области войска Донского.

## Биография
Православный. Казак станицы Богоявленской 1-го Донского округа.
Окончил Новочеркасскую гимназию и медицинский факультет Московского университета. По окончании университета в 1890 году поступил на службу земским врачом. В 1892 году был избран почетным мировым судьей 1-го Донского округа, каковую должность занимал в течение 20 лет до избрания в Государственную думу. Дослужился до чина статского советника. Был членом партии кадетов.
В 1912 году был избран членом Государственной думы от Донской области. Входил во фракцию кадетов и Прогрессивный блок. Состоял секретарем комиссии о народном здравии, а также членом комиссий: редакционной, по местному самоуправлению, по вероисповедальным вопросам и по направлению законодательных предположений.
После начала Первой мировой войны возглавил Доно-Кубанский отдел Всероссийского союза городов. Во время Февральской революции стал членом комиссии по принятию задержанных военных и высших гражданских чинов при Временном комитете Государственной думы. Был председателем комиссии, работал в ней до её закрытия 30 марта 1917 года.
Судьба после 1917 года неизвестна. Был женат, имел двоих детей.